# Дрндало (лист)
Дрндало : лист за шалу и забаву,  је српски хумористички лист. Лист је штампан у Неготинској Крајини. Први број је изашао 1928. године, а лист је престао да излази 1929. године. 

## Историјат
Лист Дрндало је излазио у Неготинској Крајини између два светска рата када је било забрањено свако усмено или писмено изражавање, поготову исмејавање негативних појава у власти. Лист је почео да излази у Косовској Митровици 1922. године. Након месец дана Дрндало почиње да излази у Скопљу, а од 1928. године излази у Неготину.

## Уредништво и штампа
Власник и главни уредник листа био је Живојин Љ. Јаковљевић, иначе и власник штампарије "Јединство".

## Периодичност излажења
Лист Дрндало је излазио једном недељно, недељом.